# Klas Jahnberg
Klas Håkan Jahnberg, född 12 oktober 1939 i Vasa församling i Göteborg, död där 18 januari 2020, var en svensk skådespelare.

## Biografi
Jahnberg utbildade sig vid Göteborgs Stadsteaters elevskola och var engagerad vid samma teater fram till 1967. Under flera säsonger turnerade han med Riksteatern bland annat Pygmalion 1980 och Gyllene sommar 1982. Han var engagerad hos Hagge Geigert på Lisebergsteatern i farserna Arsenik och gamla spetsar 1987 och Kuta och kör 1988.[källa behövs]
Jahnberg filmdebuterade i Rolf Husbergs Arken 1965 och har medverkat i flera TV-produktioner bland annat Sinkadus 1980, Kära Farmor 1990, Hem till byn 1990,  Svidande affärer 1991 och novellfilmen Kull! 2007.
Klas Jahnberg är begravd på Örgryte nya kyrkogård. Han var son till skådespelarna Håkan Jahnberg och Berta Hall.

## Filmografi
- 1965 – Arken
- 1970 – Röda rummet (TV-serie)
- 1972 – Stora skälvan (TV-serie)
- 1980 – Sinkadus (TV-serie)
- 1986 – Gösta Berlings saga (TV-serie)
- 1990 – Hem till byn (TV-serie)
- 1990 – Bulan
- 1991 – Svidande affärer (TV-film)
- 1991 – Villfarelser (TV-serie)
- 2003 – Kontorstid
- 2003 – Sug (TV-serie)
- 2005 – Kärlek 2000
- 2007 – Kull!

## Teater

### Roller (ej komplett)
| År   | Roll | Produktion            | Regi        | Teater          |
| ---- | ---- | --------------------- | ----------- | --------------- |
| 1971 |      | Alfredo, Bobo och jag | Peter Flack | Örebroensemblen |